# Катріна Ло
Катріна Ло (англ. Katrina Law, нар. 1 січня 1985, Дептфорд, Нью-Джерсі) — американська актриса, представниця конкурсу краси від штатуНью-Джерсі на Miss Teen USA. Вокалістка і бас-гітаристка у своїй групі «Soundboard Fiction». Зіграла роль Міри (рабиня в будинку Батіата) у т/с Спартак: Кров і пісок і Спартак: Помста на телеканалі Starz.

## Ранні роки
Ло народилася у Філадельфії і виросла у Дептфорд-Тауншип, штат Нью-Джерсі. Її мати-тайванка, а батько має німецьке та італійське походження;у підлітковому віці вона була коронована на титул«Міс Нью-Джерсі США». Закінчила коледж Річарда Стоктона в Нью-Джерсі зі ступенем бакалавра у 1999 році.

## Кар'єра
Ло працювала разом з режисером Едріаном Пікарді та продюсерами Еріком Ро та Доном Ле над створенням малобюджетного вебсеріалу під назвою «Опір». Пікарді був офіційним творцем і режисером серіалу. Пізніше шоу було підібрано Starz, що призвело до кастингу Ло у серіалі «Спартак: Кров і пісок» у 2009 році. 
У 2011 році Ло завершила гостросюжетний проєкт під назвою «3 хвилини» з режисером Россом Чінгом, продюсерами Доном Лі та Джорджем Вангом, у головних ролях Гаррі Шум-молодший, Стівен «Відьмак» Бос і Ло.
З 2014 по 2020 рік вона неодноразово грала в телесеріалі CW «Стріла» у ролі Нісси аль-Гул, дочки сумнозвісного лідера Ліги вбивць Ра'с аль-Гул . 
У 2019 році Ло було призначено співголовою в пілотному серіалі CBS «Живий» у ролі судово-медичного експерта Елізабет Лавенза, чоловіка якої Марка Ешера (Раян Філліп) повертає до життя таємничий доктор Франкенштейн (Аарон Стейтон). Того ж року вона приєдналася до акторського складу серіалу CBS «Гаваї п'ять-нуль» для десятого сезону серіалу . 
У березні 2021 року Лоу взяли на роль Джесіки Найт у вісімнадцятому сезоні NCIS. Вона з'явилася в останніх двох епізодах сезону з потенціалом отримати регулярну роль у серіалі, якщо серіал буде продовжено на дев'ятнадцятий сезон; пізніше було підтверджено, що Ло отримає регулярну роль у серіалі, починаючи з дев'ятнадцятого сезону. 
У січні 2022 року було оголошено, що персонаж Ло з'явиться в епізоді серіалу «Морська поліція: Гаваї» .

## Особисте життя
У січні 2013 року вийшла заміж за актора Кіта Ендліна, у грудні 2018 року у них народилася донька.

## Фільмографія
| Рік  | Фільм                                         | Роль          | Примітки                                                                           |  |
| ---- | --------------------------------------------- | ------------- | ---------------------------------------------------------------------------------- |  |
| 2000 | Щасливі номери                                | Дівчинка      |                                                                                    |  |
| 2001 | Третя зміна                                   | Ені Белі      | 1 епізод: «Достатньо людина»                                                       |  |
| 2001 | Нижня подача                                  | Урсула        |                                                                                    |  |
| 2002 | Плач                                          | Морган Брукс  | 1 епізод: «Король і я»                                                             |  |
| 2002 | Емметт Марк                                   | Франсіна      |                                                                                    |  |
| 2003 | 44 хвилини: Стрілянина в Північному Голлівуді | Кейт          |                                                                                    |  |
| 2005 | Чокер                                         | Санто         |                                                                                    |  |
| 2006 | Якби ти жив тут, ти був би вдома зараз        |               | Телесеріал                                                                         |  |
| 2006 | Все ок                                        | Дилер №1      |                                                                                    |  |
| 2007 | Нове завтра                                   | Кетрін Шатц   |                                                                                    |  |
| 2007 | Початківці                                    | Кейт Ваймен   |                                                                                    |  |
| 2008 | Стилет                                        | Байкер №2     |                                                                                    |  |
| 2008 | Початківці: 3-й день                          | Кейт          |                                                                                    |  |
| 2009 | Чак                                           | Алексіс       | 1 епізод: Чак проти Біфкейка                                                       |  |
| 2009 | Kuckledraggers                                | Дженна        |                                                                                    |  |
| 2010 | Спартак: Кров і пісок                         | Міра          | 5 епізодів: «Убий їх всіх», «Одкровення», «Старі рани», «Партія виступає», «Повія» |  |
| 2010 | Легенда про Шукача                            | Мордсіт Гарен | 3 епізоди: «Волтер», «Зникнення», «Сльози»                                         |  |
| 2010 | Молотіння                                     | Джемма        |                                                                                    |  |
| 2010 | Американський герой                           | Емілі Летчо   | постпродакшн                                                                       |  |
| 2010 | Опір                                          | Лана          |                                                                                    |  |
| 2010 | Мафіозо                                       | Алекс Джонсон | постпродакшн                                                                       |  |
| 2011 | 3 хвилини                                     | Мисливиця     |                                                                                    |  |
| 2012 | Спартак: Помста                               | Міра          |                                                                                    |  |
| 2013 | Долина смерті                                 |               |                                                                                    |  |
| 2013 | Ch:os:en                                      | Ембер         | Телесеріал                                                                         |  |